# Foot Ball Club Brescia 1912-1913
Questa pagina raccoglie le informazioni riguardanti il Foot Ball Club Brescia nelle competizioni ufficiali della stagione 1912-1913.

## Stagione
Il Brescia ha disputato nella stagione 1912-1913 il campionato di Promozione Lombarda, con 13 punti si è piazzato in settima posizione.

## Rosa
| N. |                   | Ruolo | Calciatore       |
| -- | ----------------- | ----- | ---------------- |
|    | Italia (bandiera) | C     | Bonomi           |
|    | Italia (bandiera) | C     | Pietro Bonzio    |
|    | Italia (bandiera) | C     | Alberto Ceresoli |
|    | Italia (bandiera) | A     | Annibale Flori   |
|    | Italia (bandiera) | C     | Luigi Grazioli   |
|    | Italia (bandiera) | C     | Maraglio         |
|    | Italia (bandiera) | D     | Battista Pisa    |
|    | Italia (bandiera) | D     | Ponti            |
|    | Italia (bandiera) | C     | Giovanni Rizzi   |

| N. |                     | Ruolo | Calciatore          |
| -- | ------------------- | ----- | ------------------- |
|    | Svizzera (bandiera) | D     | Fritz Ruchti        |
|    | Italia (bandiera)   | A     | Santi               |
|    | Italia (bandiera)   | C     | Luigi Trivellini    |
|    | Italia (bandiera)   | P     | Giuseppe Trivellini |
|    | Italia (bandiera)   | C     | Battista Vielmi     |
|    | Italia (bandiera)   | A     | Luigi Vielmi        |
|    | Italia (bandiera)   | C     | Zamboni             |
|    | Italia (bandiera)   | D     | Zappi               |

### Promozione Lombarda

#### Girone di andata
| Arbitro: | Campari (Milano) |

|                                                                           |           |  |
| Colonna 5’ Albonico 20’ Luzzani 25’ Albonico 35’ Trivellini II 40’ (aut.) | Marcatori |  |

| Arbitro: | Franziosi (Milano) |

|  |           |           |
|  | Marcatori | 70’ Maggi |

| Arbitro: | Zezi (Milano) |

|                              |           |            |
| Ferrari Barchi Brimè Ferrari | Marcatori | Vielmi III |

| Brescia 8 dicembre 1912 4ª giornata | Brescia            | 0 – 0 | Savoia Milano | Campo Fiera\| Arbitro: \| Resegotti (Milano) \| |
| Arbitro:                            | Resegotti (Milano) |       |               |                                                 |

| Arbitro: | Scarioni (Milano) |

|  |           |                     |
|  | Marcatori | Vielmi I Vielmi III |

| Arbitro: | Orsaria (Milano) |

|              |           |         |
| Ruchti rig.’ | Marcatori | Anonimo |

Il 29 dicembre 1912, 7ª giornata di andata, il Brescia riposa.
| Arbitro: | Zezi (Milano) |

|                |           |                     |
| Canetta Marini | Marcatori | Ceresoli Vielmi III |

| Arbitro: | Grossi (Milano) |

|                |           |  |
| Vielmi III 75’ | Marcatori |  |

#### Girone di ritorno
| Arbitro: | Franziosi (Milano) |

|  |           |                  |
|  | Marcatori | 87’ (aut.) Ponti |

| Arbitro: | Comazzi (Milano) |

|        |           |  |
| Ugazio | Marcatori |  |

| Arbitro: | Bianchi (Milano) |

|                                      |           |  |
| Ruchti 37’ Bonzio 46’ Vielmi III 60’ | Marcatori |  |

| Arbitro: | Grossi (Milano) |

|         |           |  |
| Fontana | Marcatori |  |

| Arbitro: | Grossi (Milano) |

|                                      |           |                            |
| Vielmi III 9’ Maraglio 16’ Santi 63’ | Marcatori | 11’ Bianchetti 18’ Pollini |

| Arbitro: | Franziosi (Milano) |

|        |           |                   |
| Sacchi | Marcatori | Vielmi I Ceresoli |

Il 2 marzo 1913, 7ª giornata di ritorno, il Brescia riposa.
| Arbitro: | Scarioni (Milano) |

|                     |           |            |
| Vielmi III Ceresoli | Marcatori | 85’ Marini |

| Arbitro: | Bianchi (Milano) |

|               |           |  |
| Alberti Forni | Marcatori |  |

## Statistiche

### Statistiche dei giocatori
| Giocatore     | Promozione | Promozione |
| Giocatore     | Presenze   | Reti       |
| ------------- | ---------- | ---------- |
| Bonomi        | 1          | 0          |
| P. Bonzio     | 1          | 1          |
| A. Ceresoli   | 12         | 3          |
| A. Flori      | 14         | 0          |
| L. Grazioli   | 3          | 0          |
| Maraglio      | 16         | 1          |
| B. Pisa       | 14         | 0          |
| Ponti         | 16         | 0          |
| G. Rizzi      | 6          | 0          |
| F. Ruchti     | 16         | 2          |
| Santi         | 16         | 1          |
| L. Trivellini | 16         | 0          |
| G. Trivellini | 16         | -29        |
| B. Vielmi I   | 11         | 3          |
| L. Vielmi III | 15         | 7          |
| Zamboni       | 1          | 0          |
| Zappi         | 2          | 0          |